# Corrado Racca
Corrado Racca (Bologna, 14 novembre 1889 – Roma, 13 maggio 1950) è stato un attore e doppiatore italiano.

## Biografia
Trasferitosi a Firenze frequenta i corsi di recitazione di Luigi Rasi, nel 1908, entra nella Compagnia di Eleonora Duse, come attor giovane, debuttando al Lirico di Milano.
Di alta statura e dotato di una voce profonda e inconfondibile, impiega poco tempo per farsi conoscere dai vari impresari teatrali dell'epoca, successivamente avrà modo di lavorare con le migliori compagnie del periodo, tra cui Ruggero Ruggeri e Emma Gramatica, con cui diventa primo attore nel 1921, recita negli anni venti a fianco della Menichelli e Italia Almirante.

## La radio
Nei primi anni 30, debutta davanti ai microfoni dell'EIAR, nella prosa radiofonica, sia nella Compagnia di Radio Firenze che in quella di Radio Roma. Avrà modo di recitare con attrici come Andreina Pagnani e Nella Maria Bonora, Franco Becci diretto da registi come Alberto Casella, Umberto Benedetto, Anton Giulio Majano e sarà una delle voci più ascoltate, anche come lettore di testi, sino a pochi mesi dalla morte.

## Prosa radiofonica EIAR
- Le ombre del cuore di Alberto Casella, regia di Aldo Silvani, trasmessa il 14 gennaio 1938.
- Valoria, commedia di Massimo Bontempelli, regia di Alberto Casella, trasmessa il 18 ottobre 1940
- Un orologio si è fermato di Edoardo Anton, regia di Alberto Casella, trasmessa il 2 febbraio 1941.
- Con gli occhi socchiusi di Cesare Vico Lodovici, regia di Guglielmo Morandi, trasmessa il 6 febbraio 1941.

## Il doppiaggio
La voce di Racca fu scelta spesso dai direttori del doppiaggio dei primi anni '30, che lo faranno recitare nelle sale di sincronizzazione cinematografica come voce italiana di tanti attori stranieri, soprattutto americani; tra gli altri Edward G. Robinson, Walter Huston, Charles Bickford, Donald Crisp, Gene Lockhart, Henry Travers e numerosi altri, diventando una delle voci più importanti del doppiaggio per circa vent'anni, quasi sempre all'interno della CDC di Roma.

## Filmografia

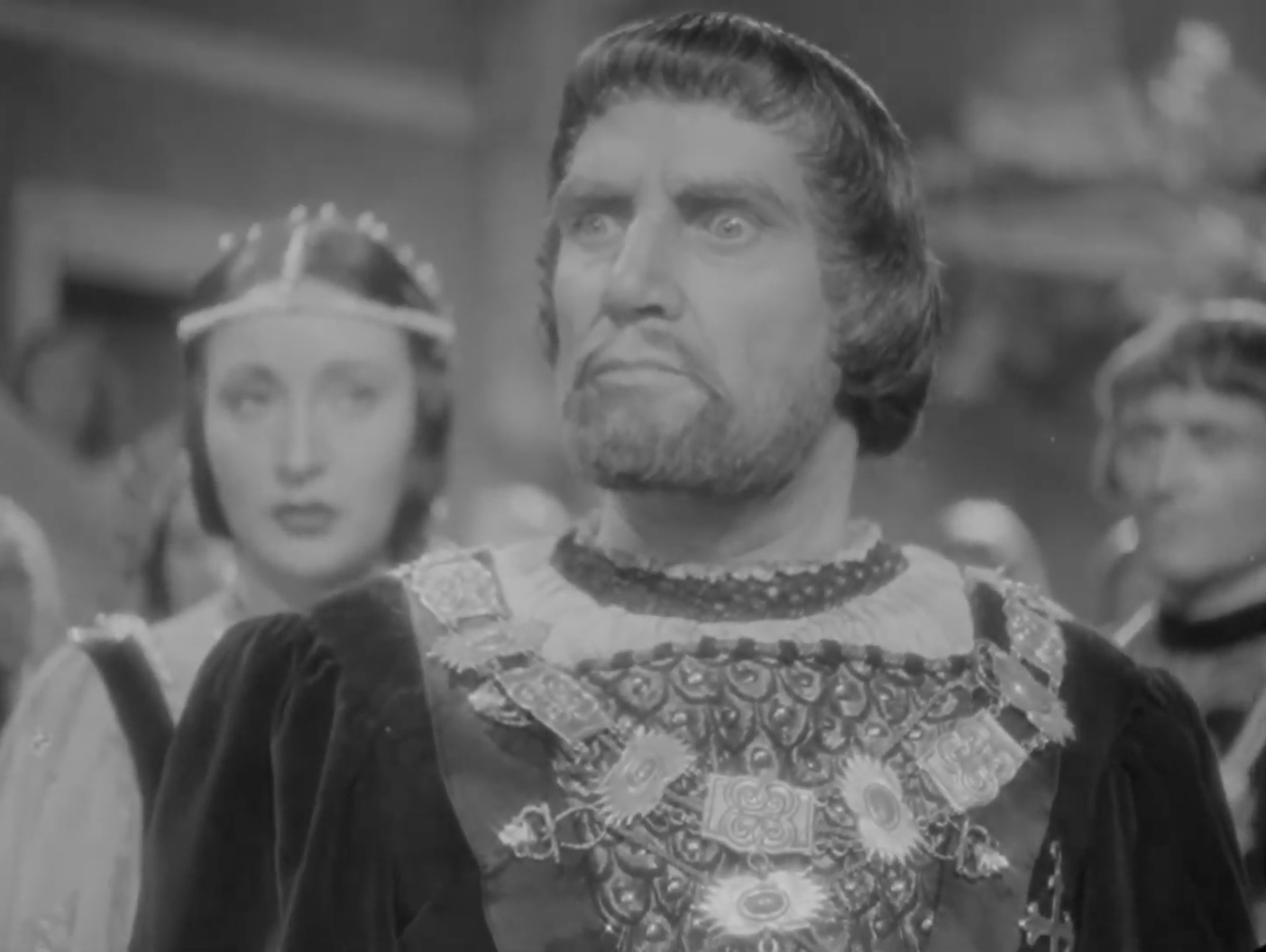
Corrado Racca in Ettore Fieramosca (1938)

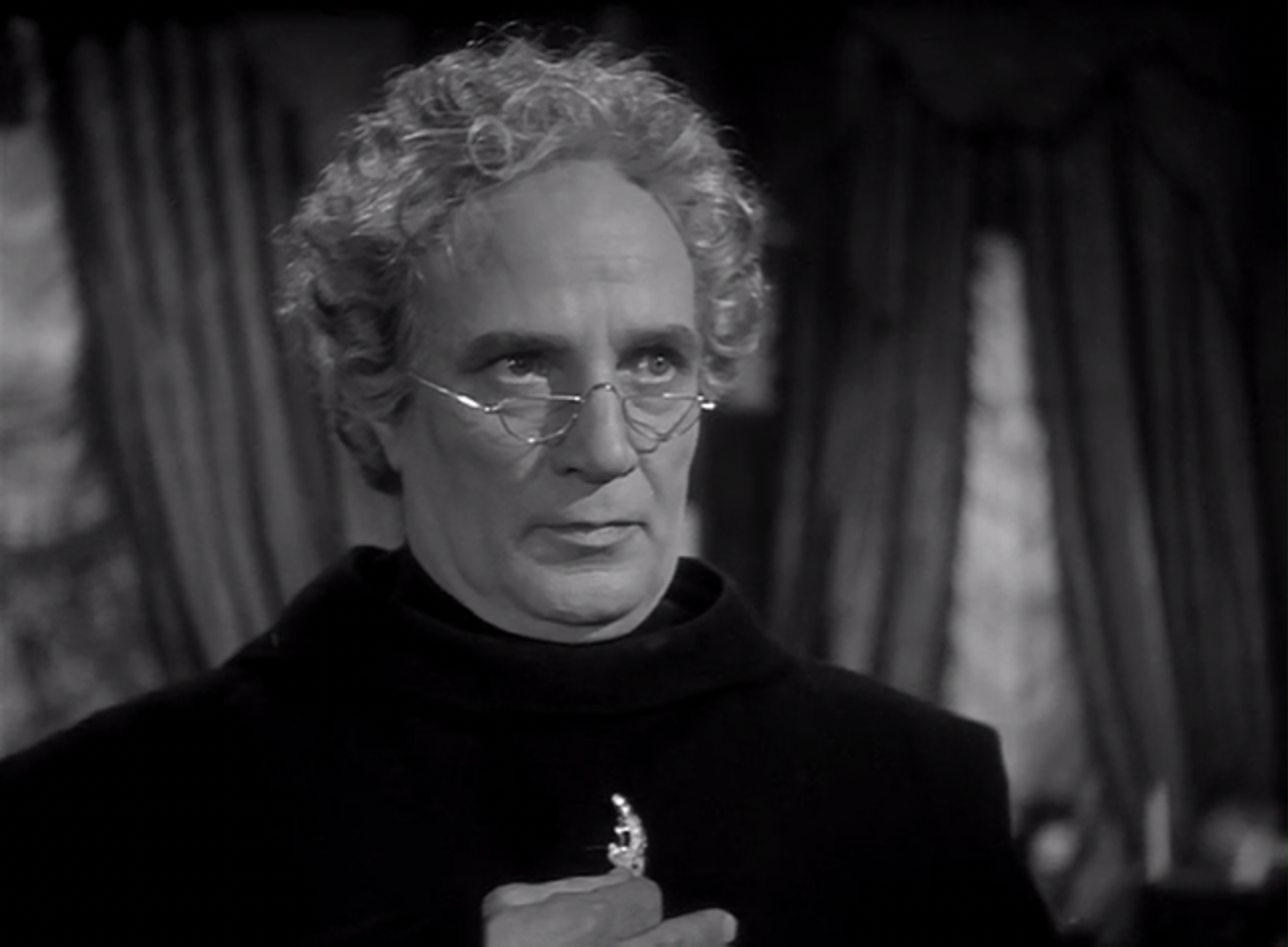
Corrado Racca in Malombra (1942)

- Villafranca, regia di Giovacchino Forzano (1934)
- Melodramma, regia di Giorgio Simonelli (1934)
- La cieca di Sorrento, regia di Nunzio Malasomma (1934)
- Campo di maggio, regia di Giovacchino Forzano (1935)
- Maestro Landi, regia di Giovacchino Forzano (1935)
- La luce del mondo, regia di Gennaro Righelli (1935)
- Ettore Fieramosca, regia di Alessandro Blasetti (1938)
- Abuna Messias, regia di Goffredo Alessandrini (1939)
- L'uomo della legione, regia di Romolo Marcellini (1940)
- La compagnia della teppa, regia di Corrado D'Errico (1941)
- Il cavaliere senza nome, regia di Ferruccio Cerio (1941)
- Il re si diverte, regia di Mario Bonnard (1941)
- Tentazione, regia di Aldo Frosi (1942)
- Malombra, regia di Mario Soldati (1942)
- Una signora dell'Ovest, regia di Carlo Koch (1942)
- La donna della montagna, regia di Aldo Vergano (1943)
- L'ultima carrozzella, regia di Mario Mattoli (1943)
- 07... tassì, regia di Alberto D'Aversa, Riccardo Freda (1944)
- La sua strada, regia di Mario Costa (1946)

## Doppiaggio

### Film cinema
- Walter Brennan in Ambizione, L'uomo del West, Sangue sulla luna
- Edmund Gwenn in Torna a casa, Lassie!
- J. Carrol Naish in Il cacciatore del Missouri, Giovanna d'Arco
- Ray Collins in La fonte meravigliosa
- Henry Travers in La vita è meravigliosa, L'orgoglio degli Amberson
- Claude Rains in La leggenda di Robin Hood, La signora Skeffington
- Bela Lugosi in Il cervello di Frankenstein, Notti di terrore
- Gene Lockhart in Il lupo dei mari, L'ispettore generale
- Walter Huston in I misteri di Shanghai, Il tesoro della Sierra Madre
- Charles Bickford in Duello al sole
- Preston Foster in Il traditore
- Eduardo Ciannelli in Il principe delle volpi
- Warner Oland in Charlie Chan alle Olimpiadi
- Tim Holt in Il tesoro della Sierra Madre
- Roman Bohnen in Bernadette
- Edward G. Robinson in La notte ha mille occhi, La casa rossa, Lo straniero
- Donald Crisp in La città del peccato, Il conte di Essex
- Moroni Olsen in Chiamate Nord 777
- S.Z. Sakall in Casablanca, Amore sotto coperta
- Albert Bassermann in Da quando te ne andasti
- Reinhold Schünzel in Anche i boia muoiono
- William Gargan in Sono innocente
- Konstantin Shayne in Sogni proibiti
- Howard Freeman in Monsieur Beaucaire
- Harold Vernilyea in Il terrore corre sul filo
- Henry Hull in Il grande Gatsby
- Arnoldo Foà in Yvonne la Nuit
- Cedric Hardwicke in Le chiavi del paradiso
- Noel Madison in Allegri imbroglioni
- Harry Hays Morgan in Mi chiamo Giulia Ross
- Leopold Stokowski in Cento uomini e una ragazza